# 百名バイパス
百名バイパス（ひゃくなバイパス）は、沖縄県南城市玉城中山から玉城垣花までの国道331号のバイパスである。

## 概要
この区間は旧道がカーブがありかつ道幅が狭くあまり道路状況がよくないことから計画されたもので、1979年に事業化、1987年に用地買収開始、1989年に着工した。1991年と1995年に道路改良部区間が部分開通し、1996年に道路新設区間の開通で全線開通した。また旧道については百名・仲村渠間がすでに県道に降格され沖縄県道137号佐敷玉城線となっており、残りの中山・百名間も2006年に南城市道に降格された。

### 路線データ
- 区間・南城市玉城字中山 - 玉城字垣花
- 実延長・2.7 km
- 道路規格・第3種2級
- 設計速度・60 km/h（制限速度は50km/h）
- 車線数・2車線